# Dugo Polje, Sokobanja
Dugo Polje (izvirno srbsko Дуго Поље) je naselje v Srbiji, ki upravno spada pod Občino Sokobanja; slednja pa je del Zaječarskega upravnega okraja.

## Demografija
V naselju živi 609 polnoletnih prebivalcev, pri čemer je njihova povprečna starost 50,9 let (48,3 pri moških in 53,4 pri ženskah). Naselje ima 218 gospodinjstev, pri čemer je povprečno število članov na gospodinjstvo 3,17.
To naselje je, glede na rezultate popisa iz leta 2002, večinoma srbsko.
|  |

| Demografija | Demografija     | Demografija     |
| Leto        | Št. prebivalcev | Št. prebivalcev |
| ----------- | --------------- | --------------- |
|             |                 |                 |
|             |                 |                 |
|             |                 |                 |
|             |                 |                 |
| 1948        | 1353            |                 |
| 1953        | 1368            |                 |
| 1961        | 1322            |                 |
| 1971        | 1167            |                 |
| 1981        | 1060            |                 |
| 1991        | 838             | 838             |
| 2002        | 698             | 690             |
|             |                 |                 |

| Etnična sestava po popisu iz leta 2002 | Etnična sestava po popisu iz leta 2002 | Etnična sestava po popisu iz leta 2002 | Etnična sestava po popisu iz leta 2002 | Etnična sestava po popisu iz leta 2002 |
| -------------------------------------- | -------------------------------------- | -------------------------------------- | -------------------------------------- | -------------------------------------- |
| Srbi                                   | Srbi                                   |                                        | 687                                    | 99,56%                                 |
| Hrvati                                 | Hrvati                                 |                                        | 1                                      | 0,14%                                  |
| Rusi                                   | Rusi                                   |                                        | 1                                      | 0,14%                                  |
| Neznano                                | Neznano                                |                                        | 1                                      | 0,14%                                  |